# Anne Brontë
Anne Brontë (Thornton, 1820. január 17. – Scarborough, North Yorkshire, 1849. május 28.) angol írónő, a Brontë nővérek legfiatalabbik tagja, írói álnevén Acton Bell.

## Élete
Thornton falujában született, Yorkshire-ben, hat gyermek közül az utolsóként. Anne anyja, Maria Branwell Brontë egy évvel később, 1821-ben rákban meghalt, miután Haworthbe költöztek, ahol apját, Patrick Brontët káplánná nevezték ki. 1825-ben két legidősebb nővére, Maria és Elizabeth gümőkórban meghaltak. Anne később azt írta, ez a két haláleset nagy hatást gyakorolt az ő és nővérei írásaira.
Anne 1835 és 1837 között nevelőnőként Miss Wooler iskolájában tanított Roe Headben (Huddersfield) és szabadidejét továbbra is írással töltötte, mint ahogy ezt már tette kisgyermekkora óta két nővérével, Charlotte-tal és Emilyvel. 1839-től különböző családoknál vállalt nevelőnői állást. 1845-ben a neki munkaadó család elbocsátotta az ott házitanítóskodó Branwellt, ezért Anne sem maradt tovább náluk.
A nővérek első kiadványa egy verseskötet volt 1846-ban, egy évvel az Agnes Grey elkezdése után, amelyet Emily Üvöltő szelekével együtt, három kötetként publikáltak, abban a hónapban, amikor megjelent Charlotte Jane Eyre című műve. Második és utolsó regénye, a Wildfell asszonya 1848-ban jelent meg, nem sokkal bátyja, Branwell és nővére, Emily halála előtt (1848. szeptember és december).
Anne Scarborough sűrűn látogatott tengerpartjánál halt meg, ahol sokáig elnyúló betegségéből lábadozott. Egy kék tábla jelzi a városban, a Grand Hotel falán halálának helyét. Ebben városban, a Szűz Mária temetőben van eltemetve.

## Művei
- Agnes Grey (1847)
- Wildfell asszonya (The Tenant of Wildfell Hall, 1848)
- Református énekeskönyvben 760. dícséret - Bár bűn és kín gyötör,és nehéz bár szívem (1851)

## Magyarul
- Agnes Grey; ford. Gy. Horváth László; Európa, Bp., 1984 (A Brontë nővérek regényei)
- Wildfell asszonya; ford. Borbás Mária; versford. Kiss Zsuzsa; Európa, Bp., 1985 (A Brontë nővérek regényei)